# ساوترن رکوردز
ساوترن رکوردز (انگلیسی: Southern Records) یک ناشر موسیقی مستقل است که در سال ۱۹۹۲ تأسیس شده است.